# Manuel Aguilar-Moreno
Pour les articles homonymes, voir Aguilar.
Manuel Aguilar-Moreno est un anthropologue, historien de l'art et mésoaméricaniste mexicain, né à Guadalajara,,.

## Formation
Après un baccalauréat universitaire ès sciences en ingénierie électronique, il a obtenu une certification en enseignement à l'ITESO (Instituto Tecnológico y de Estudios Superiores de Occidente) de Guadalajara, puis suivi un cursus complémentaire en histoire du Mexique au Colegio de Jalisco. Il est ensuite allé étudier à l'université du  Texas où il a passé un master en études latino-américaines en 1997 puis un doctorat interdisciplinaire en histoire de l'art et en anthropologie en 1999 sous la direction de Linda Schele et Karl Butzer.

## Enseignement
Il est professeur d'histoire de l'art à l'université d'État de Californie, depuis 1999.

## Publications
Ses recherches portent sur  l'art et l'histoire de l'Amérique latine, et plus particulièrement du Mexique préhispanique.

### Monographies
- 2012 : Reflexiones sobre la Invasión de Estados Unidos a México (1846-48).
- 2011 : Diego Rivera: A Biography, en collaboration avec Erika Cabrera.
- 2010 : El rostro humano de Hidalgo.
- 2006 : Handbook to the Life in the Ancient Aztec World (traduit en hongrois en 2008 et en russe en 2011).
- 2005 : Utopía de Piedra: El Arte Tequitqui de México (Stone Utopia: The Tequitqui Art of Mexico).
- 2004 : Ulama (The Survival of the Ancient Mesoamerican Ballgame).
- 2003 : La Perfección del Silencio: El Panteón de Belén y el Culto a la Muerte en Mexico (The Perfection of Silence. The Cemetery of Belen and the Cult of Death in Mexico).
- 1995 : Quest for the Atlquiahuitl: Historical and Cultural study of the town of Cajititlan.
- 1994 : El Sentido de la Biblia.

### Articles
- 2016 :
  - « Evangelization and Indigenous Religious Reactions to Conquest and Colonization »,  in The Cambridge History of Religions in Latin America, Cambridge University Press.
  - « Ulama: The Pre-Columbian ballgame survives today », American Indian, vol. 17, n°2, Smithsonian Institution.
- 2015 : « Ulama: pasado, presente y futuro del juego de pelota mesoamericano », Anales de Antropología, vol. 49, n°1, janvier 2015, p.73-112.
- 2003 :
  - « The Indio Ladino as a Cultural Mediator in the Mexican Colonial Society », Estudios de Cultura Náhuatl (es), vol. 33, mai 2003, UNAM.
  - « Etnomedicina en Mesoamérica », Arqueología Mexicana, vol. X, n°59, janvier-février 2003.